# Könyves szerda
A Könyves szerda, a tatai Móricz Zsigmond Városi Könyvtár kulturális rendezvénye, író-olvasó találkozó. Havi rendszerességgel, a hónap első felének egyik szerdáján kerül megrendezésre, általában délután öt órakor.

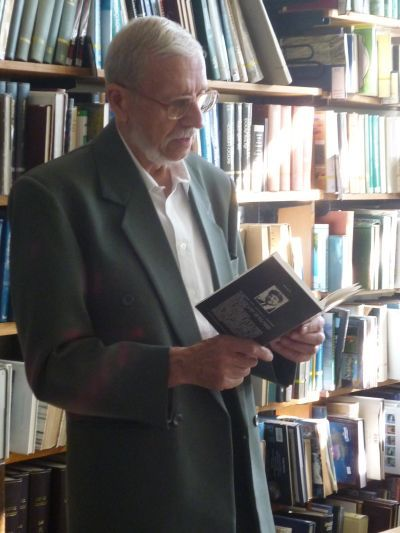
Gál Sándor előadása

## Története
A programsorozat Pribojszki Mátyásné (Petrozsényi Eszter) könyvtáros ötletéből született. Eredetileg „Könyvszerda” címmel indult a  rendezvény 2007. október 24-én. Az első vendég Kovátsné Várady Eszter volt, az esztergomi Helischer József Városi Könyvtár igazgatója. A tizedik alkalomtól, 2008. december 3-a óta viseli a program a Könyves szerda elnevezést.

## Célok
A kortárs írók, költők műveivel megismertetni az olvasókat, népszerűsíteni a szépirodalmat. Az író-olvasó találkozók célja kettős: a meghívott írót, költőt közelebb hozza az olvasóhoz, s ezzel együtt magát az irodalmat is.

## Az író-olvasó találkozók eddigi vendégei voltak 2011-ben

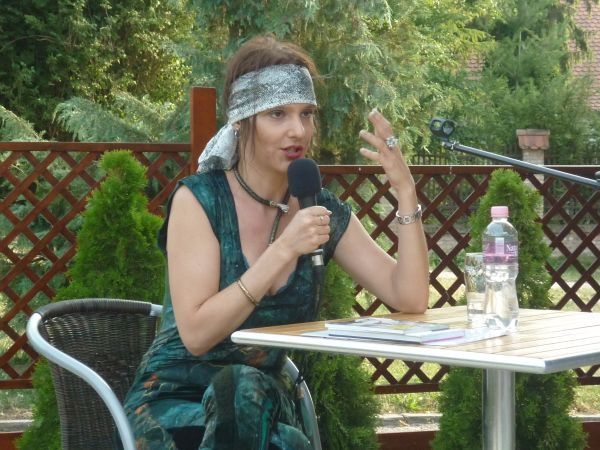
Karafiáth Orsolya a kávéház teraszán

| Január 26. Rigó József, cigány költő – Tata                    |
| Február 9. Lackfi János, költő – Budapest                      |
| Március 9. Szentmihályi Szabó Péter, író, költő – Budapest     |
| Április 6. Buda Ferenc, költő, műfordító – Tiszakécske         |
| Május 11. Gál Sándor, író, újságíró – Szlovákia                |
| Július 13. Karafiáth Orsolya, költő – Budapest                 |
| Szeptember 14. Bartis Attila, költő, fotóművész – Budapest     |
| Október 19. Tóth Krisztina, költő, ólomüvegművész – Budapest   |
| November 9. Szabó T. Anna, irodalomtörténész, költő – Budapest |
| December 7. Grecsó Krisztián, író, költő – Budapest            |

## Az író-olvasó találkozók eddigi vendégei voltak 2012-ben

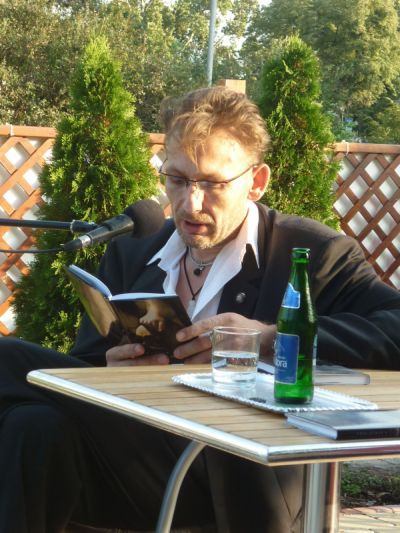
Bartis Attila a Könyves Szerda vendége

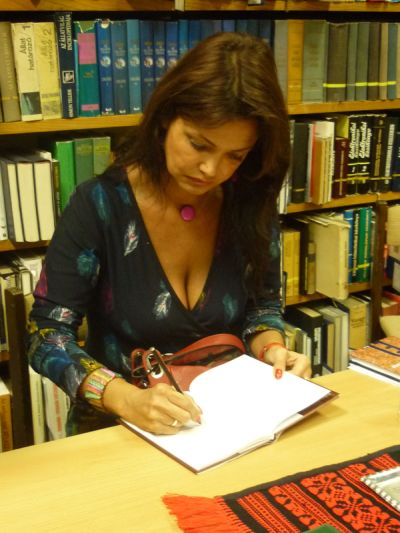
Tóth Krisztina dedikálja műveit

| Január 18. A magyar kultúra napja alkalmából Tatai Református Gimnázium növendékei adtak műsort |
| Február 8. Balla Zsófia, erdélyi magyar költő, újságíró – Kolozsvár, Budapest                   |

## Külső hivatkozás
- ↑ infotatabanya.hu 2011-09-14:  A tatai Móricz Zsigmond Városi Könyvtár Könyves-szerda programjának vendége lesz Bartis Attila József Attila-díjas író, fotográfus[halott link]
- ↑ mzsvktata.hu Tóth Krisztina:  Móricz Zsigmond Városi Könyvtár Tata – A Könyves Szerda vendége Tóth Krisztina volt